# Great Castle House
Great Castle House és una antiga casa senyorial situada al costat del Castell de Monmouth, a Gal·les. Està classificada com a Grau I en el llistat d'edificis protegits del Regne Unit.

## Història
Va ser construïda el 1673 per Henry Somerset, Duc de Beaufort i Marquès de Worcester. Posteriorment, va acollir les corts criminals conegudes com a Assize Court, fins que es varen traslladar al Shire Hall el 1725. Ha estat la seu de les milícies Royal Monmouthshire Royal Engineers des de mitjans del segle xix, i conté un museu militar.
Quan Henry Somerset va ser nomenat President del Consell de Gal·les i les Marques, va decidir que necessitava una residència a les Marques apropiada pel seu nou estatus. En principi l'edifici havia de tenir un ús cerimonial i oficial, més que domèstic. L'arquitecte de l'obra és desconegut. La casa va ser construïda amb blocs de pedra calcària, probablement la majoria provenia del proper Castell de Monmouth, sobretot de la Gran Torre, que van ser parcialment destruïts després de la Guerra Civil Anglesa; gran part d'aquests materials han estat renovats recentment.
La façana de l'edifici té una gran simetria, amb una portalada decorativa. Les dues ales són afegits del segle XIX Al primer pis hi ha una gran sala amb un sostre profusament decorat, malgrat que originalment hi havia cinc habitacions que es van unir en la principal.
Després de construir la Great Castle House, Henry Somerset va instaurar el Ducat de Beaufort, proclamant-se el primer duc d'aquesta casa. Amb aquest nou títol, va buscar cases més grans, primer s'instal·là a Troy House i més tard a Badminton House (Gloucestershire), així va deixar la Great Castle House per les Corts d'Assizes. Quan aquestes es traslladaren al Shire Hall el 1725, l'edifici va esdevenir la residència dels jutges, i a partir de 1760, una escola per noies.
El 1853 va ser designada la seu del Regiment de les Milícies dels Royal Monmouthshire Royal Engineers. La major part de l'edifici encara segueix sent la seu d'aquest regiment, però una part acull un petit museu militar, inaugurat el 1989.